# Eisothistos societensis
Eisothistos societensis is een pissebed uit de familie Expanathuridae. De wetenschappelijke naam van de soort is voor het eerst geldig gepubliceerd in 1990 door Müller.